# Pluchea salicifolia
Pluchea salicifolia là một loài thực vật có hoa trong họ Cúc. Loài này được (Mill.) S.F.Blake miêu tả khoa học đầu tiên năm 1930.